# 山水情
『山水情』（中国語: 山水情）は、特偉監督による中国の水墨アニメーション短編映画。中国の映画が商業化する前に最後の作品、1989年金鶏奨最優秀美術映画賞と1990年モントリオール世界映画祭最優秀短編映画賞の受賞者。